# 난다 데비

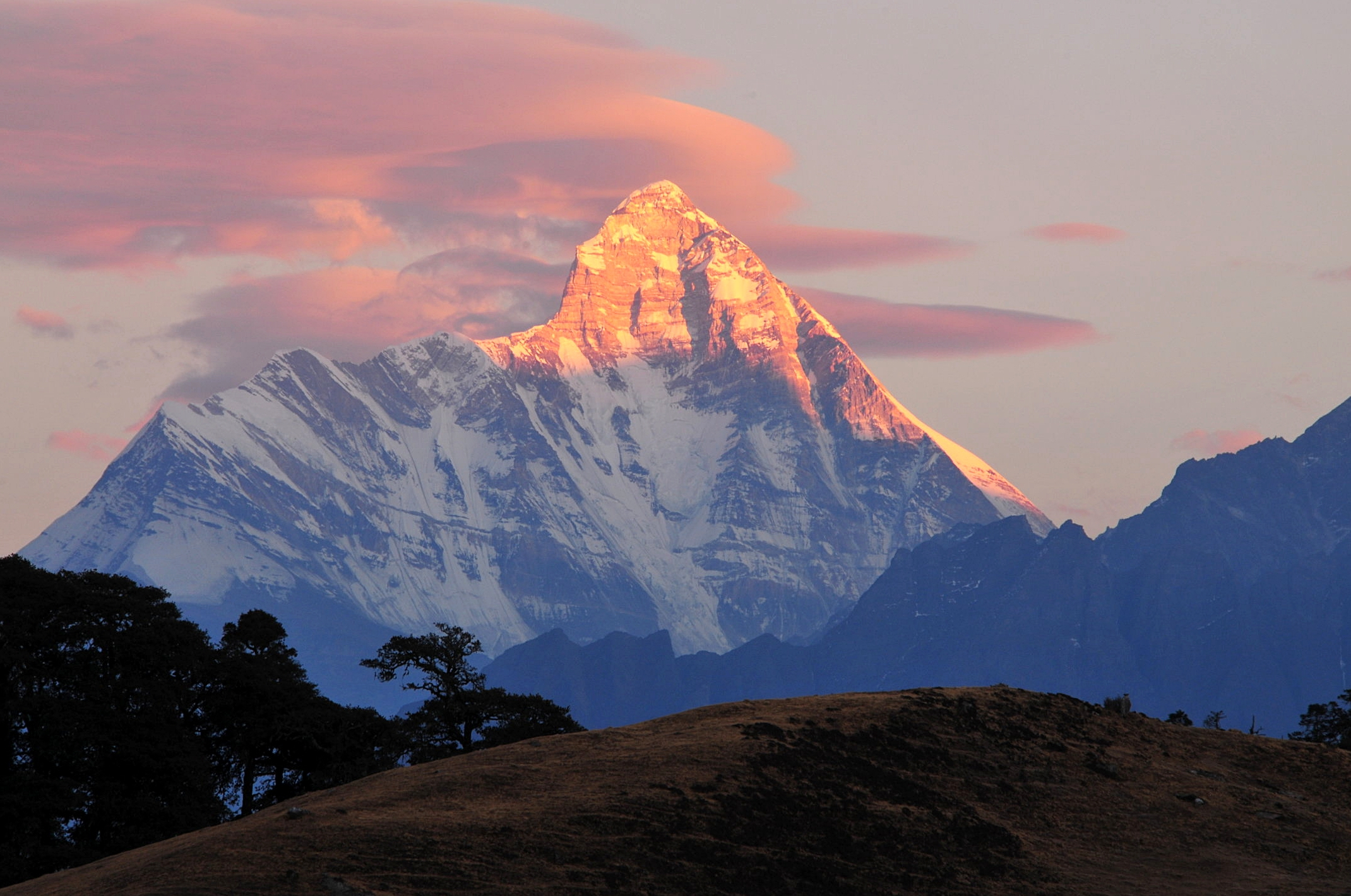

난다 데비(नन्दा देवी, Nanda Devi)는 인도에서 두 번째로 높은 산으로 높이는 7,816m(25,643ft)이다. 이 산은 세계에서 23번째로 높은 산이다. 1808년에 다울라기리산이 더 높다는 것이 증명되기 전까지는 세계에서 가장 높은 산으로 여겨졌다. 1975년에 칸첸중가산이 포함된 시킴주가 인도 공화국에 편입되기 전까지는 인도에서 가장 높은 산이기도 했다. 이 산은 가르왈 히말라야의 일부이며 우타라칸드주의 차몰리 구에 있고 서쪽의 리시간가 계곡과 동쪽의 고리간가 계곡 사이에 있다.